# Cameron Lindsay
Cameron Lindsay (21 de diciembre de 1992 en Auckland) es un futbolista neozelandés que juega como mediocampista en el Tasman United.

## Carrera
A partir de 2008 comenzó a jugar en el Blackburn Rovers Sub-18 y en 2010 subió a la escuadra "B", aunque no llegó a formar parte del primer equipo del elenco inglés, por lo que regresó a Nueva Zelanda en 2011 para firmar con el Wellington Phoenix, representante neozelandés en la A-League australiana. No gozó de mucha continuidad en los Nix y en 2013 el entrenador recién contratado, Ernie Merrick, le comunicó que no sería tenido en cuenta. Meses más tarde el club rescindiría de sus servicios, lo que lo llevó a firmar con el Team Wellington. En 2014 pasó al Auckland City, aunque dejó el club a finales de 2015. En 2016 firmó con el Concord Rangers de Inglaterra. Ese mismo año regresó a su país natal para integrarse a la plantilla del recién fundado Tasman United.

### Clubes
| Club               | País          | Año             |
| ------------------ | ------------- | --------------- |
| Wellington Phoenix | Nueva Zelanda | 2011 - 2013     |
| Team Wellington    | Nueva Zelanda | 2013 - 2014     |
| Auckland City      | Nueva Zelanda | 2014 - 2015     |
| Concord Rangers    | Inglaterra    | 2016            |
| Tasman United      | Nueva Zelanda | 2016 - Presente |

### Selección nacional
Jugó 4 partidos y marcó un gol para la selección neozelandesa sub-20. Para la categoría sub-23 disputó 2 encuentros, totalizando 6 presentaciones internacionales.
Debutó para la selección mayor en la victoria 2-0 sobre las Islas Salomón el 26 de marzo de 2013.

#### Partidos y goles internacionales
| Partidos y goles internacionales | Partidos y goles internacionales | Partidos y goles internacionales | Partidos y goles internacionales | Partidos y goles internacionales | Partidos y goles internacionales           | Partidos y goles internacionales |
| #                                | Fecha                            | Estadio                          | Rival                            | Resultado                        | Competición                                | Gol(es)                          |
| -------------------------------- | -------------------------------- | -------------------------------- | -------------------------------- | -------------------------------- | ------------------------------------------ | -------------------------------- |
| 2013                             |                                  |                                  |                                  |                                  |                                            |                                  |
| 1                                | 26 de marzo                      | Estadio Lawson Tama, Honiara     | Islas Salomón                    | 2 – 0                            | Clasificación para la Copa Mundial de 2014 |                                  |

## Palmarés
| Título                | Club             | País          | Año     |
| --------------------- | ---------------- | ------------- | ------- |
| Campeonato Sub-20 OFC | Selección sub-20 | Nueva Zelanda | 2011    |
| Preolímpico de la OFC | Selección sub-23 | Nueva Zelanda | 2012    |
| ASB Premiership       | Auckland City    | Nueva Zelanda | 2014/15 |
| Liga de Campeones     | Auckland City    | Nueva Zelanda | 2015    |
| Charity Cup           | Auckland City    | Nueva Zelanda | 2015    |